# Le Tremblay-sur-Mauldre
Le Tremblay-sur-Mauldre is een plaats in Frankrijk, op 35 km ten westen van het centrum van Parijs. De rivier de Mauldre vormt de oostgrens.

## Personen
- Kunstkenner Ambroise Vollard 1866-1931, had een huis in Le Tremblay-sur-Mauldre.
- Kunstschilder Francis Picabia 1879-1953, woonde er tussen 1922 en 1924.
- Pablo Picasso 1879-1953 heeft er rond 1937 enige tijd gewoond.
- Blaise Cendrars 1887-1961, schrijver uit Zwitserland, woonde vanaf 1918 lange tijd in Le Tremblay-sur-Mauldre.

## Kaart
De onderstaande kaart toont de ligging van Le Tremblay-sur-Mauldre met de belangrijkste infrastructuur en aangrenzende gemeenten.

## Demografie
Onderstaande figuur toont het verloop van het inwonertal, bron: INSEE-tellingen. 

## Websites
- (fr)  Statistische informatie op de website van INSEE

1. ↑  Populations de référence 2022.